# Cornelis Beelt
Cornelis Beelt (Roterdão, 1640 — Roterdão ou Haarlem, c. 1702) foi um dos mais conhecidos mestres da escola flamenca de Haarlen. Paisagista por excelência, é igualmente frequente encontrar, nos seus quadros, vistas sobre algumas das grandes cidade da Flandres, tal como cenas de mercados, igrejas, e culturas diversas.
É notável a semelhança das figuras de Beelt com as figuras presentes nas obras de Pieter Brueghel o jovem. Mesmo assim, não se pode afirmar que Beelt tenha sido um seguidor de Brueghel.
É também de relevo, a forma enfática e perfeita com que o pintor flamenco exibe nas telas, os contrastes entre a luz e a sombra sobre as paisagens representadas, tal como as condições atmosféricas, muito visíveis nos céus.
Cornelis Beelt mostrava também grande interesse relativamente a cenas de praia ou invernais.
Muito conhecido pelo domínio da composição, Beelt tornou-se um dos mais reconhecidos pintores da Flandres.